# Sevilla de Oro
Sevilla de Oro è una parrocchia urbana dell'Ecuador, capoluogo dell'omonimo cantone, nella provincia di Azuay.